# Hernández (apellido)
Hernández es un apellido de origen español documentado desde el siglo XV. Originalmente un patronímico, que quiere decir hijo de Hernán o Hernando. Ofrece todas las particularidades y características de los apellidos de su misma naturaleza, Vg.: Ximénez, Giménez o Jiménez, Ortiz, Ordaz, etc. 
Los apellidos patronímicos españoles (o lo que es lo mismo, apellidos derivados de nombres propios masculinos) presentan las terminaciones -ez, -az y -iz, siendo las dos últimas mucho menos frecuentes que la primera. De este modo, siempre que nos encontremos ante un apellido con cualquiera de estas tres terminaciones, podremos tener la certeza de que se trata de un apellido originario de España, concretamente de la antigua Corona de Castilla.

## Origen y significado
Es necesario incluir el apellido en el gran grupo de los llamados patronímicos, es decir, aquellos que derivan del nombre propio de la persona que en un momento histórico determinado adoptan el nombre como apellido. Así, uno de los hechos que caracterizan a los apellidos patronímicos es la diversidad de linajes que existen y en consecuencia, la abundancia de personas que comparten apellido
en el ámbito de una lengua o
una cultura. Se trata de una derivación del nombre propio Hernando, cuna y origen de Fernández y/o Hernández. Identificar el primero que usó este apellido es prácticamente imposible. No lo es, sin embargo, localizar el origen de las familias que en distintas regiones irían creando las líneas que difundieron el apellido. Es difícil desligar los dos apellidos ya que ambos, Hernández y Fernández, tienen su origen en el nombre propio Ferrán, que significa esforzado guerrero, derivación de la palabra céltica Har, traducida por guerra y poder. Partiendo de Ferrán o Hernán, se derivan Fernando y Fernández y Hernando y Hernández. En catalán se conserva igual a su origen, Ferrán, nombre que en castellano se convierte en Fernando.

## Linaje e historia
El apellido se ha distinguido en todas las actividades del ser humano. Las ramas del apellido Hernández son muy extensas y las trataremos provincia a provincia:
- Navarra. Se centra en la villa de Espronceda, del partido de Estella. La segunda casa navarra de este apellido se estableció en la villa de Lónguida, partido de Aoiz.
- Aragón. Las familias de Aragón tienen su procedencia en las originarias de Navarra.
- Vizcaya y Álava. Se centra en Álava, repartiéndose en diversas familias: Hernández de Iruela, Hernández de Beraza, Hernández de Leiva, Hernández de Ubago, Hernández de Vicuña y Hernández de Soro, véase apellido compuesto alavés.
- Castilla. La más antigua familia de Soria se centra en las villas de Yanguas y Ágreda. El fundador de las mismas fue Rodrigo Hernández, al que se llamó El Justador, tal vez por los muchos torneos y justas en que intervino, que pasó de La Rioja a Castilla con Carlos de Arellano, señor de Cameros. Por lo que se sabe de este personaje fue un hombre de carácter muy aventurero que sirvió en lides guerreras al rey Juan II de Castilla. Varios de sus descendientes se establecieron en la villa de Agreda donde fundaron un mayorazgo y capillas sepulcrales con estatuas y escudos de mármol. También una gran familia de este apellido fundó un solar en la villa de Ocaña (Toledo).
- Galicia. La casa Hernández se encuentra íntimamente ligada con las casas de este apellido en Vizcaya. Casi todas las líneas gallegas, muy antiguas, tienen un origen vasco. Entre otras pueden citarse a los Hernández de Gincio, procedentes de municipio de Vilamea (Lugo) y Hernández de Soro.
- Murcia. La única familia que vivió en el reino de Murcia y dio origen a las demás, radicó en la villa de Fuente Álamo, del partido judicial de Cartagena.
- Andalucía. Antiguos textos señalan que los Hernández fueron antiguos caballeros hijosdalgos que tuvieron su origen en la Taifa de Córdoba. Se añade que de esta familia han salido muchos y muy honrados caballeros que han hecho señalados servicios a sus reyes, así en las letras como en las armas, sirviéndoles con amor, celo y lealtad, tanto en la guerra como en la paz.